# Cocilio

Mapa con algunas de las principales antiguas ciudades griegas de Eólida, en la zona septentrional de Asia Menor. Cocilio figura en el interior, al norte de Lamponia.

Cocilio (en latín, Cocylium) era una antigua ciudad de la Tróade.
Jenofonte la menciona indirectamente señalando que los habitantes de Cocilio (Κοκυλίτης), junto a los de Ilión y Neandria, se declararon independientes y se aliaron con el espartano Dercílidas cuando, hacia el año 399 a. C., este acudió a Eolia con un ejército para tratar de liberar las colonias griegas del dominio persa.
Plinio el Viejo la cita entre las ciudades que, en su tiempo, habían desaparecido de la Tróade.